# Долно-Абланово
Долно-Абланово (болг. Долно Абланово) — село в Болгарии. Находится в Русенской области, входит в общину Русе. Население составляет 202 человека.

## Политическая ситуация
В местном кметстве Долно-Абланово, в состав которого входит Долно-Абланово, должность кмета (старосты) исполняет Людмила Борисова Сапунджиева (Граждане за европейское развитие Болгарии (ГЕРБ)) по результатам выборов.
Кмет (мэр) общины Русе — Божидар Иванов Йотов (инициативный комитет) по результатам выборов.